# Janówko (województwo kujawsko-pomorskie)
Janówko – wieś w Polsce położona w województwie kujawsko-pomorskim, w powiecie brodnickim, w gminie Brzozie.

## Podział administracyjny
W latach 1975–1998 miejscowość administracyjnie należała do województwa toruńskiego.

## Demografia
Według Narodowego Spisu Powszechnego (III 2011 r.) liczyło 245 mieszkańców. Jest piątą co do wielkości miejscowością gminy Brzozie.